# 숙의 나주 나씨 묘역 및 묘비
숙의 나주 나씨 묘역 및 묘비는 대한민국 경기도 이천시 부발읍 무촌리에 있다. 2014년 12월 19일 이천시의 향토유적 제22호로 지정되었다.

## 개요
숙의 나주나씨의 본관은 나주(羅州)이다. 1489년(성종 20)에 태어났으며 괴산군수를 지낸 나숙담(羅叔聃)의 딸이다. 어려서부터 온유한 성품과 고운 자질, 티 없이 맑고 아름다운 외모로 주변에서 칭찬이 자자하였으며 이것이 조정에까지 알려져 1507년(중종 1) 중종의 후궁으로 간택되었다. 입궁하여 종2품 숙의로 책봉되었으며 중종의 총애를 받았으나 1514년(중종 8) 10월 출산하던 중 사망하였다. 중종은 그의 죽음을 특히 애통해하여 예관을 보내 예를 다해 장사 지내도록 명하고 전답과 노비를 하사하였다.

## 세부 내역
| 세번   | 명 칭                                                           | 비 고         |
| ------ | --------------------------------------------------------------- | ------------- |
| 22-1호 | 숙의 나주 나씨 묘역 및 묘비(1514년, 正德 9年)                   | 무촌리 467    |
| 22-2호 | 나주 나씨 문서공 묘비                                           | 무촌리 467    |
| 22-3호 | 나주 나씨 숙담공 묘비, (1549년, 嘉靖 28年)                      | 무촌리 467    |
| 22-4호 | 나주 나씨 윤명공 묘비, 문인석2기, 망주석2기, 상석1기, 향로석1기 | 무촌리 산43-2 |

## 갤러리

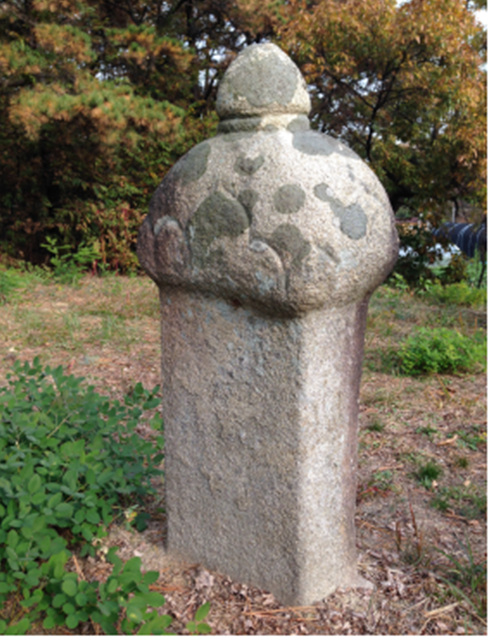
문서공_묘비
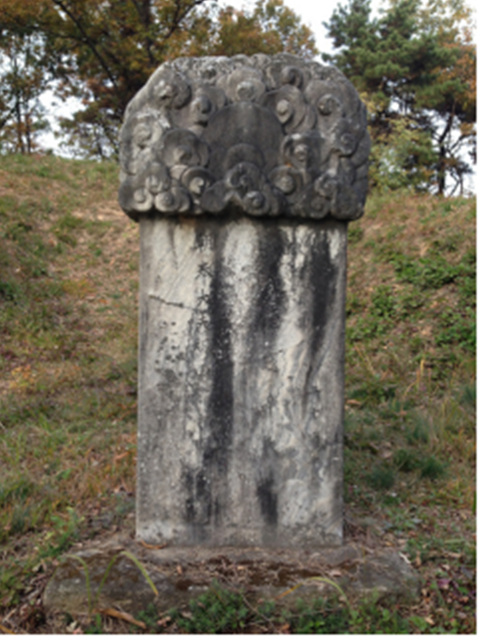
숙담공_묘비
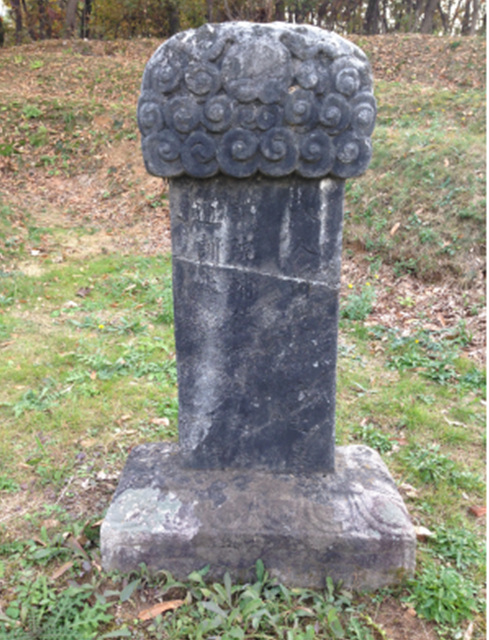
윤명공_묘비
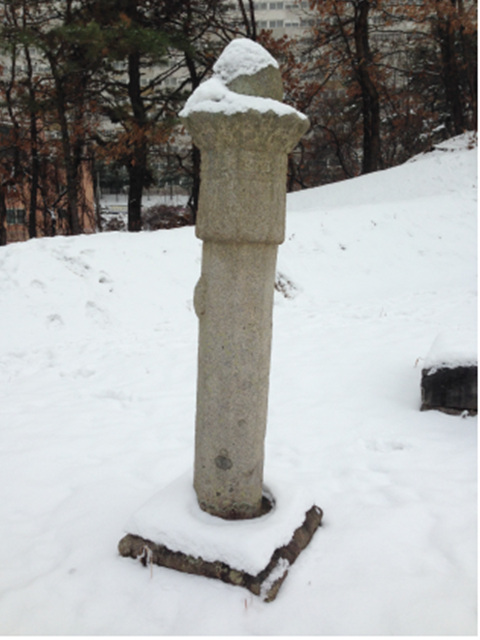
윤명공_묘역_망주석1
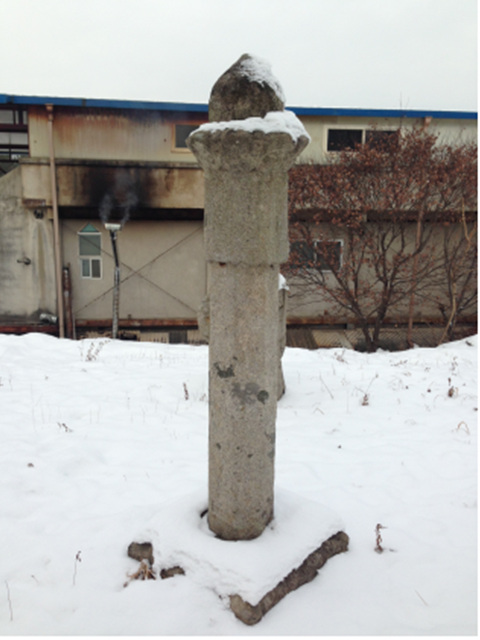
윤명공_묘역_망주석2
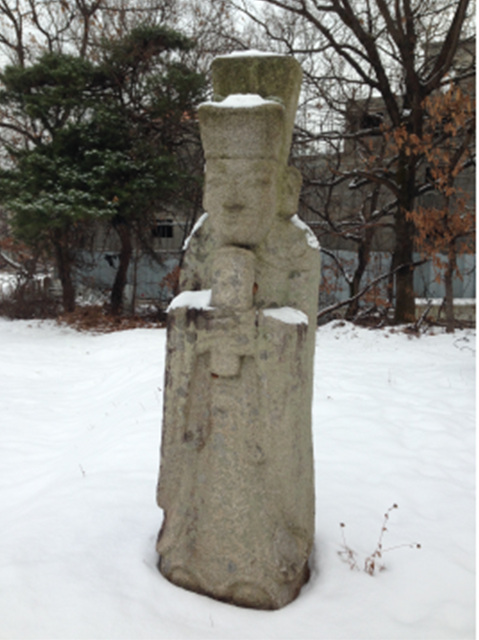
윤명공_묘역_문인석1
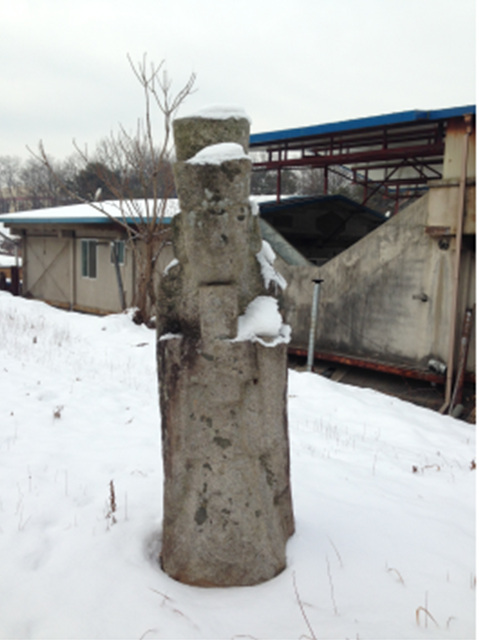
윤명공_묘역_문인석2
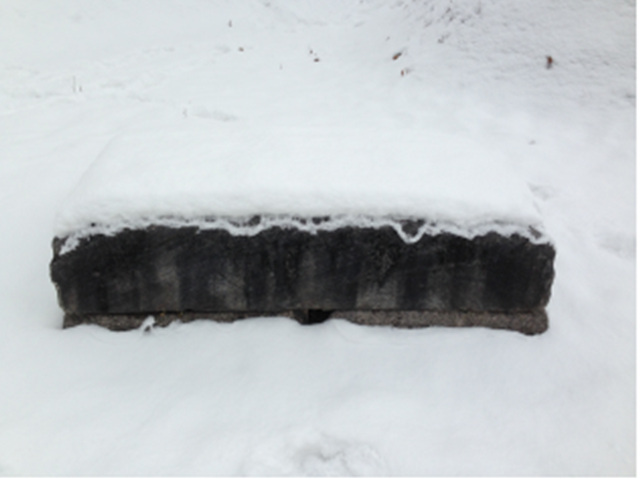
윤명공_묘역_상석
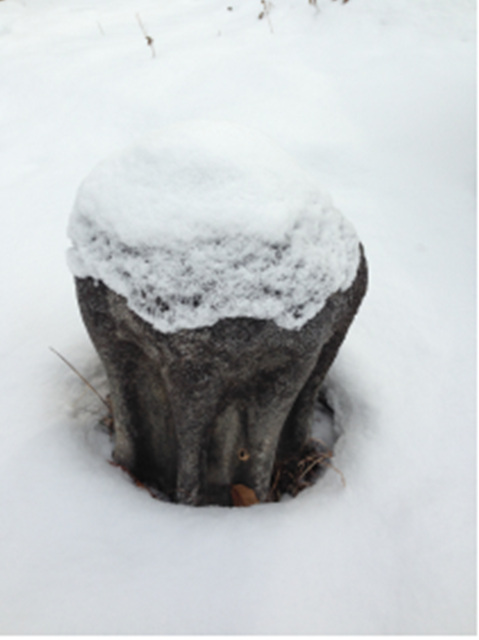
윤명공_묘역_향로석
숙의_나주_나씨_묘역_상석
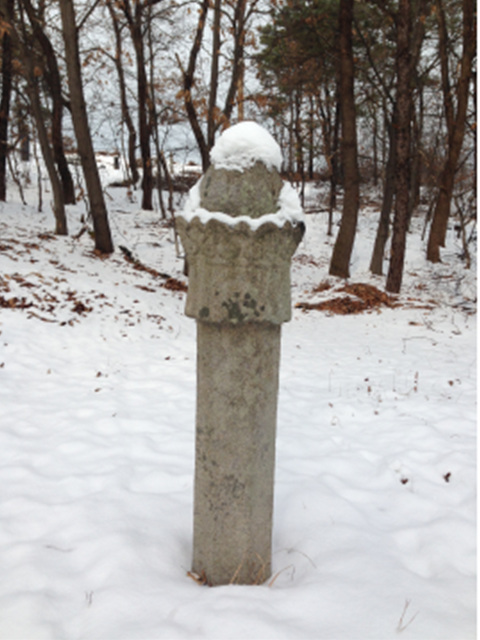
숙의_나주_묘역_망주석1
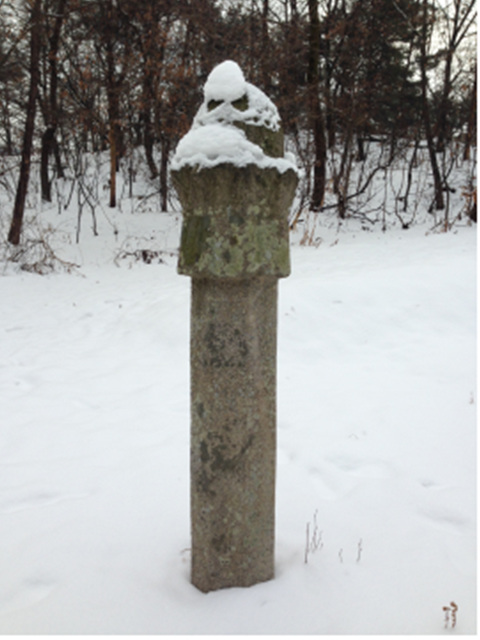
숙의_나주_묘역_망주석2

## 같이 보기
- 숙의 나씨 (중종)